# موريلتون
موريلتون (بالإنجليزية: Morrilton, Arkansas)‏ هي مدينة تقع في مقاطعة كونوي، أركنسو بولاية أركنساس في الولايات المتحدة. تبلغ مساحة هذه المدينة 22.1 (كم²)، وترتفع عن سطح البحر 117 م، بلغ عدد سكانها 6767 نسمة في عام 2010 حسب إحصاء مكتب تعداد الولايات المتحدة.

## التركيبة السكانية
حدّد مكتب تعداد الولايات المتحدة بيانات التركيبة السكانية لموريلتون في تعداد الولايات المتحدة. في ما يلي، التركيبة السكانية حسب تعدادي 2000 و2010.

### تعداد عام 2000
بلغ عدد سكان موريلتون 6,550 نسمة بحسب تعداد عام 2000، وبلغ عدد الأسر 2,645 أسرة وعدد العائلات 1,725 عائلة مقيمة في المدينة. في حين سجلت الكثافة السكانية 281.7 نسمة لكل كيلومتر مربع (729.6/ميل2). وبلغ عدد الوحدات السكنية 2,947 وحدة بمتوسط كثافة قدره 126.8 لكل كيلومتر مربع (328.4/ميل2).
وتوزع التركيب العرقي للمدينة بنسبة 78.38% من البيض و17.47% من الأمريكيين الأفارقة و0.79% من الأمريكيين الأصليين و0.34% من الأمريكيين ذوي الأصول الآسيوية و0.02% من سكان جزر المحيط الهادئ و1.37% من الأعراق الأخرى و1.63% من عرقين مختلطين أو أكثر و3.37% من الهسبانيون أو اللاتينيون من أي عرق.
بلغ عدد الأسر 2,645 أسرة كانت نسبة 33.7% منها لديها أطفال تحت سن الثامنة عشر تعيش معهم، وبلغت نسبة الأزواج القاطنين مع بعضهم البعض 46.2% من أصل المجموع الكلي للأسر، ونسبة 15.8% من الأسر كان لديها معيلات من الإناث دون وجود شريك،  بينما كانت نسبة 3.2% من الأسر لديها معيلون من الذكور دون وجود شريكة وكانت نسبة 34.8% من غير العائلات. تألفت نسبة 32.2% من أصل جميع الأسر من عدة أفراد يعيشون في نفس المنزل ونسبة 16.3% كانت تتألف من شخص يعيش بمفرده يبلغ من العمر 65 عاماً أو أكثر. وبلغ متوسط حجم الأسرة المعيشية 2.35، أما متوسط حجم العائلات فبلغ 2.94.
بلغ العمر الوسطي للسكان 37.5 عاماً. وكانت نسبة 24.4% من القاطنين تحت سن الثامنة عشر، وكانت نسبة 8.5% بين الثامنة عشر والرابعة والعشرين عاماً، ونسبة 25.1% كانت واقعةً في الفئة العمرية ما بين الخامسة والعشرين والرابعة والأربعين عاماً، ونسبة 19.5% كانت ما بين الخامسة والأربعين والرابعة والستين، ونسبة 17.3% كانت ضمن فئة الخامسة والستين عاماً فما فوق. يوجد لكل 100 أنثى 84.6 ذكر، ويوجد لكل 100 أنثى في الثامنة عشر من عمرها فما فوق 79.6 ذكر.
بلغ متوسط دخل الأسرة في المدينة 28,007 دولارًا، أما متوسط دخل العائلة فبلغ 36,432 دولارًا. وكان متوسط دخل الذكور 30,123 دولارًا مقابل 19,213 دولارًا للإناث. وسجل دخل الفرد الخاص بالمدينة 16,957 دولارًا. وكانت نسبة 13.4% من العائلات ونسبة 17.1% من السكان تحت خط الفقر، وكان من هؤلاء نسبة 23.7% تحت سن الثامنة عشر ونسبة 12.8% في الخامسة والستين من العمر وما فوق.

### تعداد عام 2010
بلغ عدد سكان موريلتون 6,767 نسمة بحسب تعداد عام 2010، وبلغ عدد الأسر 2,759 أسرة وعدد العائلات 1,736 عائلة مقيمة في المدينة. في حين سجلت الكثافة السكانية 291.1 نسمة لكل كيلومتر مربع (753.9/ميل2). وبلغ عدد الوحدات السكنية 3,100 وحدة بمتوسط كثافة قدره 133.3 لكل كيلومتر مربع (345.2/ميل2).
وتوزع التركيب العرقي للمدينة بنسبة 77.09% من البيض و15.83% من الأمريكيين الأفارقة و0.68% من الأمريكيين الأصليين و0.75% من الأمريكيين ذوي الأصول الآسيوية و3.09% من الأعراق الأخرى و2.56% من عرقين مختلطين أو أكثر و6.49% من الهسبانيون أو اللاتينيون من أي عرق.
بلغ عدد الأسر 2,759 أسرة كانت نسبة 31.1% منها لديها أطفال تحت سن الثامنة عشر تعيش معهم، وبلغت نسبة الأزواج القاطنين مع بعضهم البعض 41.2% من أصل المجموع الكلي للأسر، ونسبة 16.9% من الأسر كان لديها معيلات من الإناث دون وجود شريك،  بينما كانت نسبة 4.7% من الأسر لديها معيلون من الذكور دون وجود شريكة وكانت نسبة 37.1% من غير العائلات. تألفت نسبة 32.8% من أصل جميع الأسر من عدة أفراد يعيشون في نفس المنزل ونسبة 13.8% كانت تتألف من شخص يعيش بمفرده يبلغ من العمر 65 عاماً أو أكثر. وبلغ متوسط حجم الأسرة المعيشية 2.35، أما متوسط حجم العائلات فبلغ 2.97.
بلغ العمر الوسطي للسكان 38.4 عاماً. وكانت نسبة 24.6% من القاطنين تحت سن الثامنة عشر، وكانت نسبة 9.3% بين الثامنة عشر والرابعة والعشرين عاماً، ونسبة 23.2% كانت واقعةً في الفئة العمرية ما بين الخامسة والعشرين والرابعة والأربعين عاماً، ونسبة 24.5% كانت ما بين الخامسة والأربعين والرابعة والستين، ونسبة 18.3% كانت ضمن فئة الخامسة والستين عاماً فما فوق. وتوزع التركيب الجنسي للسكان بنسبة 46.9% ذكور و53.1% إناث.

## أعلام
- ناثان غرين غوردون
- بيني لورد
- موريس جيفرز

## وصلات خارجية
- The US50 - Cities and Towns in Arkansas State
- 2012 United States Census Estimate